# Maurice Zalewski
Pour les articles homonymes, voir Zalewski.
 (février 2015).
Si vous disposez d'ouvrages ou d'articles de référence ou si vous connaissez des sites web de qualité traitant du thème abordé ici, merci de compléter l'article en donnant les références utiles à sa vérifiabilité et en les liant à la section « Notes et références ».
Maurice Zalewski, né le 22 août 1914 à Paris et décédé le 13 juin 2009 à La Queue-les-Yvelines, est un photographe français.

## Biographie
Né à Paris, rue du Faubourg-Montmartre, alors quartier de la presse, son père ébéniste possède un atelier dans cette rue et fabrique des meubles pour plusieurs journaux installés dans le quartier. Il est embauché par le quotidien Le Matin en 1931 et affecté au service du bélinographe. Un journaliste doit partir en urgence pour un événement ; aucun photographe n'est présent, il avise alors le jeune Zalewski et lui dit « attrape un appareil et suis-moi ».[réf. nécessaire] Sa carrière de reporter photographe vient de démarrer. 
Le 6 mai 1932, le russe Paul Gorguloff vient d'assassiner le président Paul Doumer à quelques rues du journal. Zalewski revient au journal avec deux clichés sur plaques de verre de l'assassin menotté et bien amoché devant le 36 quai des Orfèvres. Le 25 décembre 1933, jour de Noël, étant le plus jeune, il est de garde au journal. Le train Strasbourg-Paris percute le train Paris-Nancy sur la commune de Lagny-Pomponne en Seine-et-Marne, avec pour bilan 234 morts et des dizaines de blessés (cette catastrophe reste aujourd'hui le plus grave accident de chemin de fer français de l'histoire). Il rapporte des plaques de la catastrophe dont plusieurs clichés nocturnes.
En 1934 pour son service militaire, il embarque sur le cuirassé Dunkerque, flambant neuf, en qualité de marin chargé de la photographie. Il rapportera de très nombreux clichés sur la vie des marins à bord, ainsi que des photographies des populations des Antilles françaises où le Dunkerque relâchait en hiver.
En 1936, il a alors 22 ans ; il part pour l'Espagne alors en guerre civile et rapporte une cinquantaine de clichés sur plaques de verre. Il est à noter que la moitié des photographies ont pour sujet les Nationalistes, l'autre moitié les Républicains. Il semble que ces clichés n'ont jamais été montrés… 
Il effectue de nombreux reportages en France et en Europe encore en paix. En 1935 envoyé de l'Agence France-Presse, il prend des clichés de Mussolini arrivant à la conférence de Stresa.
En effet, depuis 1936, Maurice Zalewski ne travaille plus pour le Matin mais, il est un reporter freelance, ce qui était pour l'époque assez novateur en France. Pour assurer la gestion de ses photographies, il rejoint l'équipe de l'agence Rapho en compagnie de photographes tels que : Landau, Yla ou encore Brassaî. Il est à noter qu'il restera fidèle à l'agence Rapho jusqu'à sa mort.
La guerre éclate, il continue à photographier la vie des Parisiens doublement occupés, il photographie aussi les occupants (sous l'imperméable), et les banlieues bombardées.
En 1941, il épouse Janine Dufour ; en 1943, il prend beaucoup de clichés de sa petite fille Annick qui vient de naître.
En juillet et août 1944, il est à Paris et prend de nombreux clichés de la libération de Paris puis, il repart sur le front.
On le retrouve en 1944 en uniforme de « War Correspondant » rattaché à la 3e armée américaine commandée par le général Patton. Il est avec eux dans leur progression dans les Vosges, en Lorraine, puis pénètre avec eux en Allemagne par la Sarre en décembre 1944 (nombreuses photographies) ; il croise les troupes françaises bloquées dans la poche de Colmar et assiste le 10 décembre à la libération de la ville de Thann.
Avril 1945, il est présent lorsque les Français libèrent le camp de concentration de Vaihingen sur l'Enz où il prend de nombreuses photos puis, en mai, avec les Américains, il arrive au camp de Dachau qui vient d'être libéré la veille.
Sur tous les fronts, il traverse alors les Alpes avec la première armée française et rejoint De Lattre à Sankt Anton dans le Tyrol autrichien. Il y prend de très nombreux clichés.
Le 1er juin 1945, au Tyrol, il photographie le général de Gaulle décorant de Lattre et prend en photo ce même jour De Gaulle allumant une cigarette.Le Général qui ne souhaitait pas être pris en photo en train de fumer lui jette un œil noir (cliché) et lui lance... « Zal, pas celle-là ! » Il tiendra parole puisque cette photo ne paraîtra jamais du vivant du Général, mais un tirage restera toujours affiché au mur de son laboratoire dans son appartement à Paris[réf. nécessaire].
Après-guerre, Zalewski, qui est freelance depuis 1936, poursuit sa carrière de reporter et effectue de nombreux reportages pour différents journaux et magazines et fournit de très nombreux clichés à l'agence Rapho avec laquelle il travaillait déjà avant la guerre.
En août 1945, il couvre le procès du maréchal Pétain et rapporte des clichés étonnants de l'accusé et d'un des témoins cité à comparaître : Pierre Laval.
Amicalement pressé par Lazare Rachline et Albert Plécy, il accepte de rejoindre l'équipe du tout nouveau magazine Point de vue, séduit par le concept de ce magazine qui fait la part belle à l'image.
Pour un photographe, c'était tentant et valait la peine de s'attacher ; il demeurera le principal reporter photographe jusqu'à sa retraite en 1987.
Le baroudeur devient le photographe des princes et des princesses et de la vie heureuse.
À cette époque, il photographie beaucoup de jolies filles dénudées, non pour les passer dans Point de vue mais à la demande des administrateurs du magazine[réf. nécessaire].